# Sisu K-50SS
Der Sisu K-50SS ist eine 1961 hergestellte, 6×6-angetriebene Schwerlastzugmaschine des finnischen Fahrzeugherstellers Suomen Autoteollisuus (SAT). Das Fahrzeug entwickelt eine Zugkraft von bis zu 388 kN.
Von diesem Fahrzeug wurde nur ein Exemplar gefertigt. Es ist das größte straßenzulässige Fahrzeug, berechnet ohne Kipper und anderen Aufbauten – also die größte Automobileinzeleinheit – das jemals in den Nordischen Ländern gebaut wurde.

## Planung
Der Kraftwerksbetreiber Kemijoki Oy bestellte Ende des Jahres 1959 zwei 6×6-angetriebene Schwerlastzugmaschinen bei SAT, um damit Transformatoren von über 1000 Tonnen zu seinen Baustellen transportieren zu können. Die ursprüngliche Idee war, dass zwei Zugmaschinen vom Typ K-50SS zusammen mit einem Tieflader eingesetzt werden sollten, und zwar eine Zugmaschine ziehend, die andere schiebend. Auch war geplant, die einzelnen Fahrzeuge auf Kraftwerksbaustellen im ganzen Land einzusetzen.
SAT hatte zuvor sechs schwere Muldenkipper vom Typ Sisu K-36 entwickelt und gebaut. Die Erfahrungen aus dem Projekt K-36 flossen in den neuen Typ mit ein. Die Hauptkonstrukteure, denen das neue Projekt übertragen wurde, waren Pentti E. Lehtinen, Kalevi Kakko und Olavi Karhu. Das erste Fahrzeug wurde nach nur eineinhalb Jahren, im Frühling 1961, abgeliefert. Da Kemijoki Oy die Bestellung der zweiten Zugmaschine stornierte, blieb es bei diesem einen gebauten Fahrzeug.

## Technische Daten

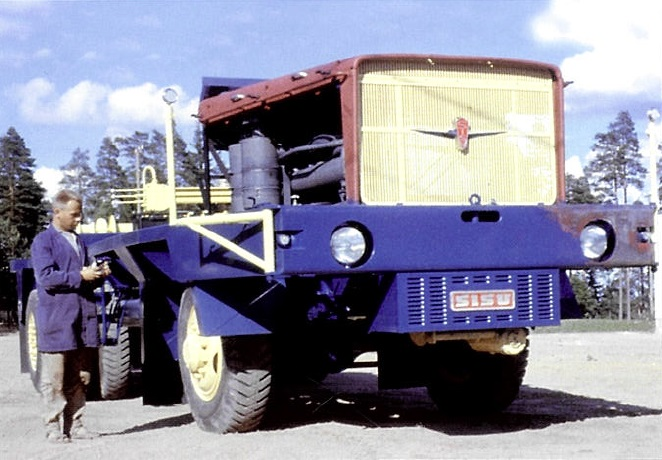
Der Sisu K-50SS während des Baus, noch ohne Fahrerhaus

### Motor
Der Sechszylinder-Rolls-Royce C6-TFL-Turbodieselmotor leistet 223 kW (300 PS) und erzeugt ein Drehmoment von 1070 Nm. Seine Leistung ist damit um 43 % und sein Drehmoment um 56 % höher als beim Standard-Saugmotor. Die Bohrung beträgt 130,2 mm und der Hub 152,2 mm. Das Kompressionsverhältnis ist 14:1. Gestartet wird der Dieselmotor pneumatisch.

### Getriebe und Fahrwerk
Der hydraulische Drehmomentwandler vom Typ Rolls-Royce BF 11500Ms230 hat drei Stufen. Das Dreigang-Hauptgetriebe stammt von Foden. Zwischen Vorder- und Hinterachse ist ein ZF VG-800-4V1 Verteilergetriebe als Differential eingebaut. Die Vorderachse kann antriebslos geschaltet werden, dann ist auch die hydraulische Kupplung abgeschaltet, aber noch mechanisch verbunden.
Die von Kirkstall hergestellten Achsen sind mit einem sperrbaren Differential ausgestattet. Das Drehmoment wird zwischen den Hinterachsen mit einem Längsdifferential verteilt.
Das Fahrgestell ist in gleicher Weise wie bei Lokomotiven konstruiert; die Konstruktion wurde in den 1990er Jahren bei den Erdbewegungsfahrzeugen Sisu Mammut und Bambino, die für das schwedische Bergbauunternehmen LKAB gebaut wurden, wieder aufgegriffen.

### Fahrerhaus
Das große Fahrerhaus ist mit zwei Betten und einer kleinen Küche ausgestattet.

## Verwendung und Eigenschaften
Der K-50SS wurde für den Transport schwerer Bauteile auf nordfinnischen Wasserkraftwerksbaustellen verwendet.
Um die Traktionsleistung zu erhöhen, konnte der Sisu K-50SS mit Betongewichten von bis zu 52.000 kg beladen werden. Das Fahrzeug ist 9000 mm lang, 3200 mm breit und 3570 mm hoch. Der Radstand beträgt 4700 mm + 1575 mm.
Über ein Untersetzungsgetriebe wird das Drehmoment an die Räder übertragen, wenn das Fahrzeug noch stillsteht. Damit ist ein ruckfreies Anfahren möglich. Die Höchstgeschwindigkeit liegt im höchsten Verhältnis bei 10 km/h, im niedrigsten Verhältnis bei 55 km/h. Eine hydraulische Kupplung kann für eine Verlangsamung verwendet werden.
Nach Angaben von zeitgenössischen Fahrern und anderen beteiligten Personen war das Fahrzeug leicht zu fahren und hat immer alle Erwartungen erfüllt.
Der Sisu K-50SS hat 21 Millionen finnische Mark gekostet und hatte bis zum Jahr 2010 nur eine Fahrleistung von 43.000 km erreicht. Es ist das größte straßenzulässige Fahrzeug ohne Kipper und andere Überbauten, das bisher in den Nordischen Ländern gebaut worden ist. Zwar wurden noch größere Fahrzeuge gebaut, diese haben aber keine Straßenzulassung.

## Aktueller Stand
Im 21. Jahrhundert wurde das Fahrzeug nicht mehr aktiv eingesetzt, sondern in einer Garage in der Nähe des Pirttikoski-Kraftwerks abgestellt. Es wurde nach und nach restauriert, in seinen ursprünglichen Zustand zurückgesetzt und bei verschiedenen Oldtimertreffen ausgestellt. 2006 wurde es von Kemijoki Oy an das Automuseum in Oulu übergeben.